# Lista de prêmios e indicações recebidos por A Star Is Born (2018)
A Star Is Born é um filme americano de 2018 dos gêneros musical e romance. Dirigido e escrito por Bradley Cooper, Will Fetters e Eric Roth, é estrelado por Bradley Cooper, Lady Gaga, Sam Elliott, Andrew Dice Clay e Dave Chappelle. O filme é a terceira refilmagem da versão original de 1937 estrelada por Janet Gaynor e Fredric March, além de uma adaptação do musical de 1954 estrelado por Judy Garland e James Mason e uma sequência ao musical de rock de 1976 estrelado por Barbra Streisand e Kris Kristofferson.
Dirigido por Bradley Cooper, a obra estreou no 75.º Festival Internacional de Cinema de Veneza, em 31 de agosto de 2018, e foi lançado nos Estados Unidos em 5 de outubro por intermédio da Warner Bros. Pictures. Após a apresentação em três festivais, o filme recebeu aclamação generalizada da crítica, cujos comentários giram em torno das performances e direção de Cooper, da cinematografia, da música e também da performance de Lady Gaga como atriz diferenciada e musicista, onde todas as canções do filme foram gravadas ao vivo a pedido da própria artista.
A Star Is Born foi o filme mais lucrativo da Warner Bros. Records em termos domésticos em 2018, com aproximadamente US$ 296 milhões de dólares; mundialmente, arrecadou aproximadamente US$ 780 milhões advindos de um orçamento de US$ 36 milhões. Segundo 428 avaliações de críticos especializados do agregador Rotten Tomatoes, o filme tem avaliação de 90%, tendo recebido "Certificado de Refresco" em pouco tempo. A revista Time inseriu Lady Gaga e o filme entre as 10 melhores atuações e os 10 melhores filmes de 2018, ficando na nona e sétima posições, respectivamente. A respeito da atuação de Gaga, a revista ressaltou: "Lembra de quando Lady Gaga foi selecionada como protagonista do remake de Nasce Uma Estrela, e a grande pergunta era: Ela consegue carregar um filme? Praticamente ninguém questiona isso agora. A performance de Gaga é uma delícia, revelando sombras e contornos que talvez nem seus maiores fãs tinham percebido antes - como uma pintura Cubista que oferece novos ângulos toda vez que você a olha."
Em relação ao filme, a publicação afirmou: "Quem iria imaginar que a última coisa que nós pensávamos que iríamos precisar - um remake de um filme que já foi feito muitas vezes - era exatamente a coisa que queríamos? O diretor Bradley Cooper, definido para reimaginar essa história potencialmente gasta para a era moderna, se selecionou como o cantor country acabado, e coloca Lady Gaga no papel de Ally, uma cantora-compositora despretensiosa, mas com um dom incontestável que acaba se tornando uma super estrela. O resultado é um melodrama catártico que parece fresco e ao mesmo tempo um clássico confortante. "Talvez seja hora de deixar os velhos hábitos morrerem", Cooper canta em uma das músicas da trilha sonora do filme. Mas ele também sabe o que vale a pena ser conservado."

## Prêmios e indicações
| Lista de prêmios e indicações                                       | Lista de prêmios e indicações | Lista de prêmios e indicações              | Lista de prêmios e indicações                                       | Lista de prêmios e indicações | Lista de prêmios e indicações |
| Premiação                                                           | Data da cerimônia | Categoria                                  | Indicação                                                           | Resultado                     | R.                            |
| ------------------------------------------------------------------- | --- | ------------------------------------------ | ------------------------------------------------------------------- | ----------------------------- | ----------------------------- |
| American Cinematheque Award                                         | 29 de novembro de 2018 | Excelência em Filme Contemporâneo          | Bradley Cooper                                                      | Venceu                        | [ 7 ]                         |
| San Francisco Film Critics Circle                                   | 9 de dezembro de 2018 | Melhor Atriz                               | Lady Gaga                                                           | Indicado                      | [ 8 ]                         |
| San Diego Film Critics Society                                      | 10 de dezembro de 2018 | Melhor Atriz                               | Lady Gaga                                                           | Indicado                      | [ 9 ]                         |
| San Diego Film Critics Society                                      | 10 de dezembro de 2018 | Melhor Ator Coadjuvante                    | Sam Elliott                                                         | Indicado                      | [ 9 ]                         |
| San Diego Film Critics Society                                      | 10 de dezembro de 2018 | Melhor Uso de Música                       | A Star Is Born                                                      | Indicado                      | [ 9 ]                         |
| American Film Institute Awards                                      | 4 de janeiro de 2019 | 10 Melhores Filmes                         | A Star Is Born                                                      | Venceu                        | [ 10 ]                        |
| Atlanta Film Critics Circle                                         | 3 de dezembro de 2018 | Melhores Dez Filmes                        | A Star Is Born                                                      | Venceu                        | [ 11 ]                        |
| Atlanta Film Critics Circle                                         | 3 de dezembro de 2018 | Performance do Ano                         | Lady Gaga                                                           | Venceu                        | [ 11 ]                        |
| Atlanta Film Critics Circle                                         | 3 de dezembro de 2018 | Melhor Filme de Estreia                    | Bradley Cooper                                                      | Venceu                        | [ 11 ]                        |
| Atlanta Film Critics Circle                                         | 3 de dezembro de 2018 | Melhor Ator Coadjuvante                    | Sam Elliott                                                         | Venceu                        | [ 11 ]                        |
| Critics' Choice Movie Awards                                        | 11 de janeiro de 2019 | Melhor Filme                               | A Star Is Born                                                      | Indicado                      | [ 12 ]                        |
| Critics' Choice Movie Awards                                        | 11 de janeiro de 2019 | Melhor Ator                                | Bradley Cooper                                                      | Indicado                      | [ 12 ]                        |
| Critics' Choice Movie Awards                                        | 11 de janeiro de 2019 | Melhor Atriz                               | Lady Gaga                                                           | Indicado                      | [ 12 ]                        |
| Critics' Choice Movie Awards                                        | 11 de janeiro de 2019 | Melhor Ator Coadjuvante                    | Sam Elliott                                                         | Indicado                      | [ 12 ]                        |
| Critics' Choice Movie Awards                                        | 11 de janeiro de 2019 | Melhor Director                            | Bradley Cooper                                                      | Indicado                      | [ 12 ]                        |
| Critics' Choice Movie Awards                                        | 11 de janeiro de 2019 | Melhor Roteiro Adaptado                    | Eric Roth, Bradley Cooper e Will Fetters                            | Indicado                      | [ 12 ]                        |
| Critics' Choice Movie Awards                                        | 11 de janeiro de 2019 | Melhor Fotografia                          | Matthew Libatique                                                   | Indicado                      | [ 12 ]                        |
| Critics' Choice Movie Awards                                        | 11 de janeiro de 2019 | Melhor Edição                              | Jay Cassidy                                                         | Indicado                      | [ 12 ]                        |
| Critics' Choice Movie Awards                                        | 11 de janeiro de 2019 | Melhor Canção                              | "Shallow" Lady Gaga, Mark Ronson, Anthony Rossomando e Andrew Wyatt | Venceu                        | [ 12 ]                        |
| Seattle Film Critics Society                                        | 17 de dezembro de 2018 | Melhores Filme do Ano                      | A Star Is Born                                                      | Indicado                      | [ 13 ]                        |
| Seattle Film Critics Society                                        | 17 de dezembro de 2018 | Melhor Diretor                             | Bradley Cooper                                                      | Indicado                      | [ 13 ]                        |
| Seattle Film Critics Society                                        | 17 de dezembro de 2018 | Melhor Ator                                | Bradley Cooper                                                      | Indicado                      | [ 13 ]                        |
| Seattle Film Critics Society                                        | 17 de dezembro de 2018 | Melhor Atriz                               | Lady Gaga                                                           | Indicado                      | [ 13 ]                        |
| Detroit Film Critics Society                                        | 3 de dezembro de 2018 | Melhor Diretor                             | Bradley Cooper                                                      | Indicado                      | [ 14 ]                        |
| Detroit Film Critics Society                                        | 3 de dezembro de 2018 | Melhor Ator                                | Bradley Cooper                                                      | Indicado                      | [ 14 ]                        |
| Detroit Film Critics Society                                        | 3 de dezembro de 2018 | Melhor Atriz                               | Lady Gaga                                                           | Indicado                      | [ 14 ]                        |
| Detroit Film Critics Society                                        | 3 de dezembro de 2018 | Melhor Ator Coadjuvante                    | Sam Elliott                                                         | Indicado                      | [ 14 ]                        |
| Detroit Film Critics Society                                        | 3 de dezembro de 2018 | Performance do Ano                         | Lady Gaga                                                           | Indicado                      | [ 14 ]                        |
| Detroit Film Critics Society                                        | 3 de dezembro de 2018 | Melhor Uso de Música                       | A Star Is Born                                                      | Venceu                        | [ 14 ]                        |
| Golden Globe Awards                                                 | 6 de janeiro de 2019 | Melhor Filme de Drama                      | A Star Is Born                                                      | Indicado                      | [ 15 ]                        |
| Golden Globe Awards                                                 | 6 de janeiro de 2019 | Melhor Diretor                             | Bradley Cooper                                                      | Indicado                      | [ 15 ]                        |
| Golden Globe Awards                                                 | 6 de janeiro de 2019 | Melhor Ator em Filme Dramático             | Bradley Cooper                                                      | Indicado                      | [ 15 ]                        |
| Golden Globe Awards                                                 | 6 de janeiro de 2019 | Melhor Atriz em Filme Dramático            | Lady Gaga                                                           | Indicado                      | [ 15 ]                        |
| Golden Globe Awards                                                 | 6 de janeiro de 2019 | Melhor Canção Original                     | "Shallow" Lady Gaga, Mark Ronson, Anthony Rossomando e Andrew Wyatt | Venceu                        | [ 15 ]                        |
| Grammy Awards                                                       | 10 de fevereiro de 2019 | Record of the Year                         | "Shallow" Lady Gaga, Benjamin Rice, Tom Elmhirst e Randy Merrill    | Indicado                      | [ 16 ]                        |
| Grammy Awards                                                       | 10 de fevereiro de 2019 | Song of the Year                           | "Shallow" Lady Gaga, Mark Ronson, Anthony Rossomando e Andrew Wyatt | Indicado                      | [ 16 ]                        |
| Grammy Awards                                                       | 10 de fevereiro de 2019 | Best Pop Duo/Group Performance             | "Shallow" Lady Gaga e Bradley Cooper                                | Venceu                        | [ 16 ]                        |
| Grammy Awards                                                       | 10 de fevereiro de 2019 | Best Song Written for Visual Media         | "Shallow" Lady Gaga, Mark Ronson, Anthony Rossomando e Andrew Wyatt | Venceu                        | [ 16 ]                        |
| Chicago Film Critics                                                | 8 de dezembro de 2018 | Melhor Filme                               | A Star Is Born                                                      | Indicado                      | [ 17 ]                        |
| Chicago Film Critics                                                | 8 de dezembro de 2018 | Melhor Diretor                             | Bradley Cooper                                                      | Indicado                      | [ 17 ]                        |
| Chicago Film Critics                                                | 8 de dezembro de 2018 | Melhor Ator                                | Bradley Cooper                                                      | Indicado                      | [ 17 ]                        |
| Chicago Film Critics                                                | 8 de dezembro de 2018 | Melhor Atriz                               | Lady Gaga                                                           | Indicado                      | [ 17 ]                        |
| Chicago Film Critics                                                | 8 de dezembro de 2018 | Melhor Roteiro Adaptado                    | A Star Is Born                                                      | Indicado                      | [ 17 ]                        |
| Chicago Film Critics                                                | 8 de dezembro de 2018 | Melhor Cineasta Promissor                  | Bradley Cooper                                                      | Indicado                      | [ 17 ]                        |
| Chicago Film Critics                                                | 8 de dezembro de 2018 | Melhor Performer Promissor                 | Lady Gaga                                                           | Indicado                      | [ 17 ]                        |
| Hollywood Film Awards                                               | 4 de novembro de 2018 | Melhor Fotografia                          | Matthew Libatique                                                   | Venceu                        | [ 18 ]                        |
| Hollywood Music in Media Awards                                     | 14 de novembro de 2018 | Melhor Canção Original                     | "Shallow" Lady Gaga, Mark Ronson, Anthony Rossomando e Andrew Wyatt | Venceu                        | [ 19 ]                        |
| Hollywood Music in Media Awards                                     | 14 de novembro de 2018 | Melhor Supervisão Musical                  | Julianne Jordan e Julia Michaels                                    | Venceu                        | [ 19 ]                        |
| Hollywood Music in Media Awards                                     | 14 de novembro de 2018 | Melhor Trilha Sonora                       | A Star Is Born                                                      | Indicado                      | [ 19 ]                        |
| Indiana Film Journalists Association Awards                         | data-sort-value="" style="background: #DDF; color: #2C2C2C; vertical-align: middle; text-align: center; " class="no table-no2" \| ASA | Melhor Filme                               | A Star Is Born                                                      | Indicado                      | [ 20 ] [ 21 ]                 |
| Indiana Film Journalists Association Awards                         | data-sort-value="" style="background: #DDF; color: #2C2C2C; vertical-align: middle; text-align: center; " class="no table-no2" \| ASA | Melhor Diretor                             | Bradley Cooper                                                      | Indicado                      | [ 20 ] [ 21 ]                 |
| Indiana Film Journalists Association Awards                         | data-sort-value="" style="background: #DDF; color: #2C2C2C; vertical-align: middle; text-align: center; " class="no table-no2" \| ASA | Melhor Ator                                | Bradley Cooper                                                      | Indicado                      | [ 20 ] [ 21 ]                 |
| Indiana Film Journalists Association Awards                         | data-sort-value="" style="background: #DDF; color: #2C2C2C; vertical-align: middle; text-align: center; " class="no table-no2" \| ASA | Melhor Atriz                               | Lady Gaga                                                           | Indicado                      | [ 20 ] [ 21 ]                 |
| Indiana Film Journalists Association Awards                         | data-sort-value="" style="background: #DDF; color: #2C2C2C; vertical-align: middle; text-align: center; " class="no table-no2" \| ASA | Melhor Ator Coadjuvante                    | Sam Elliott                                                         | Venceu                        | [ 20 ] [ 21 ]                 |
| Indiana Film Journalists Association Awards                         | data-sort-value="" style="background: #DDF; color: #2C2C2C; vertical-align: middle; text-align: center; " class="no table-no2" \| ASA | Melhor Roteiro Adaptado                    | Eric Roth, Bradley Cooper e Will Fetters                            | Indicado                      | [ 20 ] [ 21 ]                 |
| International Film Festival of the Art of Cinematography Camerimage | 10 de novembro de 2018 | Melhor Fotografia                          | Matthew Libatique                                                   | Indicado                      | [ 22 ]                        |
| Los Angeles Film Critics Association                                | 9 de janeiro de 2019 | Melhor Filme                               | A Star Is Born                                                      | Indicado                      | [ 23 ]                        |
| Los Angeles Film Critics Association                                | 9 de janeiro de 2019 | Melhor Ator                                | Bradley Cooper                                                      | Indicado                      | [ 23 ]                        |
| Los Angeles Film Critics Association                                | 9 de janeiro de 2019 | Melhor Atriz                               | Lady Gaga                                                           | Indicado                      | [ 23 ]                        |
| Los Angeles Film Critics Association                                | 9 de janeiro de 2019 | Melhor Ator Coadjuvante                    | Sam Elliott                                                         | Indicado                      | [ 23 ]                        |
| Los Angeles Film Critics Association                                | 9 de janeiro de 2019 | Melhor Roteiro Adaptado                    | Bradley Cooper, Eric Roth                                           | Indicado                      | [ 23 ]                        |
| Los Angeles Film Critics Association                                | 9 de janeiro de 2019 | Melhor Diretor                             | Bradley Cooper                                                      | Indicado                      | [ 23 ]                        |
| Los Angeles Film Critics Association                                | 9 de janeiro de 2019 | Melhor Direção de Estreia                  | Bradley Cooper                                                      | Indicado                      | [ 23 ]                        |
| Los Angeles Film Critics Association                                | 9 de janeiro de 2019 | Performance do Ano                         | Lady Gaga                                                           | Indicado                      | [ 23 ]                        |
| Los Angeles Film Critics Association                                | 9 de janeiro de 2019 | Melhor Canção Original                     | "Shallow"                                                           | Venceu                        | [ 23 ]                        |
| National Board of Review Awards                                     | 27 de novembro de 2018 | 10 Melhores Filmes                         | A Star Is Born                                                      | Venceu                        | [ 24 ]                        |
| National Board of Review Awards                                     | 27 de novembro de 2018 | Melhor Atriz                               | Lady Gaga                                                           | Venceu                        | [ 24 ]                        |
| National Board of Review Awards                                     | 27 de novembro de 2018 | Melhor Diretor                             | Bradley Cooper                                                      | Venceu                        | [ 24 ]                        |
| National Board of Review Awards                                     | 27 de novembro de 2018 | Melhor Ator Coadjuvante                    | Sam Elliott                                                         | Venceu                        | [ 24 ]                        |
| New York Film Critics Online Awards                                 | 9 de dezembro de 2018 | 10 Melhores Filmes                         | A Star Is Born                                                      | Venceu                        | [ 25 ]                        |
| Palm Springs International Film Festival                            | 3 de janeiro de 2019 | Diretor do Ano                             | Bradley Cooper                                                      | Venceu                        | [ 26 ]                        |
| Satellite Awards                                                    | 17 de fevereiro de 2019 | Melhor Filme de Comédia e Musical          | A Star Is Born                                                      | Venceu                        | [ 27 ]                        |
| Satellite Awards                                                    | 17 de fevereiro de 2019 | Melhor Diretor                             | Bradley Cooper                                                      | Indicado                      | [ 27 ]                        |
| Satellite Awards                                                    | 17 de fevereiro de 2019 | Melhor Ator em Filme de Comédia e Musical  | Bradley Cooper                                                      | Indicado                      | [ 27 ]                        |
| Satellite Awards                                                    | 17 de fevereiro de 2019 | Melhor Atriz em Filme de Comédia e Musical | Lady Gaga                                                           | Indicado                      | [ 27 ]                        |
| Satellite Awards                                                    | 17 de fevereiro de 2019 | Melhor Ator Coadjuvante                    | Sam Elliott                                                         | Indicado                      | [ 27 ]                        |
| Satellite Awards                                                    | 17 de fevereiro de 2019 | Melhor Roteiro Adaptado                    | Bradley Cooper e Eric Roth                                          | Indicado                      | [ 27 ]                        |
| Satellite Awards                                                    | 17 de fevereiro de 2019 | Melhor Edição                              | Jay Cassidy                                                         | Indicado                      | [ 27 ]                        |
| Satellite Awards                                                    | 17 de fevereiro de 2019 | Melhor Fotografia                          | Matthew Libatique                                                   | Venceu                        | [ 27 ]                        |
| Satellite Awards                                                    | 17 de fevereiro de 2019 | Melhor Canção Original                     | "Shallow"                                                           | Venceu                        | [ 27 ]                        |
| Satellite Awards                                                    | 17 de fevereiro de 2019 | Melhor Figurino                            | Erin Benach                                                         | Indicado                      | [ 27 ]                        |
| Satellite Awards                                                    | 17 de fevereiro de 2019 | Melhor Som Edição e Mixagem                | A Star Is Born                                                      | Indicado                      | [ 27 ]                        |
| Screen Actors Guild Award                                           | 27 de janeiro de 2019 | Melhor Elenco                              | A Star Is Born                                                      | Indicado                      | [ 28 ]                        |
| Screen Actors Guild Award                                           | 27 de janeiro de 2019 | Melhor Ator em Cinema                      | Bradley Cooper                                                      | Indicado                      | [ 28 ]                        |
| Screen Actors Guild Award                                           | 27 de janeiro de 2019 | Melhor Atriz em Cinema                     | Lady Gaga                                                           | Indicado                      | [ 28 ]                        |
| Screen Actors Guild Award                                           | 27 de janeiro de 2019 | Melhor Ator Coadjuvante em Cinema          | Sam Elliott                                                         | Indicado                      | [ 28 ]                        |
| St. Louis Gateway Film Critics Association                          | 16 de dezembro de 2018 | Melhor Filme                               | A Star Is Born                                                      | Venceu                        | [ 29 ]                        |
| St. Louis Gateway Film Critics Association                          | 16 de dezembro de 2018 | Melhor Diretor                             | Bradley Cooper                                                      | Indicado                      | [ 29 ]                        |
| St. Louis Gateway Film Critics Association                          | 16 de dezembro de 2018 | Melhor Ator                                | Bradley Cooper                                                      | Indicado                      | [ 29 ]                        |
| St. Louis Gateway Film Critics Association                          | 16 de dezembro de 2018 | Melhor Atriz                               | Lady Gaga                                                           | Indicado                      | [ 29 ]                        |
| St. Louis Gateway Film Critics Association                          | 16 de dezembro de 2018 | Melhor Roteiro Adaptado                    | Eric Roth, Bradley Cooper e Will Fetters                            | Indicado                      | [ 29 ]                        |
| St. Louis Gateway Film Critics Association                          | 16 de dezembro de 2018 | Melhor Cinematografia                      | Matthew Libatique                                                   | Indicado                      | [ 29 ]                        |
| St. Louis Gateway Film Critics Association                          | 16 de dezembro de 2018 | Melhor Edição                              | Jay Cassidy                                                         | Indicado                      | [ 29 ]                        |
| St. Louis Gateway Film Critics Association                          | 16 de dezembro de 2018 | Melhor Trilha Sonora                       | A Star Is Born                                                      | Indicado                      | [ 29 ]                        |
| Venice Film Festival                                                | 8 de setembro de 2018 | Smithers Foundation Award                  | A Star Is Born                                                      | Venceu                        | [ 30 ]                        |
| Washington D.C. Area Film Critics Association                       | 3 de dezembro de 2018 | Melhor Filme                               | A Star Is Born                                                      | Indicado                      | [ 31 ]                        |
| Washington D.C. Area Film Critics Association                       | 3 de dezembro de 2018 | Melhor Diretiro                            | Bradley Cooper                                                      | Indicado                      | [ 31 ]                        |
| Washington D.C. Area Film Critics Association                       | 3 de dezembro de 2018 | Melhor Atriz                               | Bradley Cooper                                                      | Venceu                        | [ 31 ]                        |
| Washington D.C. Area Film Critics Association                       | 3 de dezembro de 2018 | Melhor Atriz                               | Lady Gaga                                                           | Venceu                        | [ 31 ]                        |
| Washington D.C. Area Film Critics Association                       | 3 de dezembro de 2018 | Melhor Ator Coadjuvante                    | Sam Elliott                                                         | Indicado                      | [ 31 ]                        |
| Washington D.C. Area Film Critics Association                       | 3 de dezembro de 2018 | Melhor Roteiro Adaptado                    | Eric Roth, Bradley Cooper e Will Fetters                            | Indicado                      | [ 31 ]                        |
| Washington D.C. Area Film Critics Association                       | 3 de dezembro de 2018 | Melhor Fotografia                          | Matthew Libatique                                                   | Indicado                      | [ 31 ]                        |
| Washington D.C. Area Film Critics Association                       | 3 de dezembro de 2018 | Melhor Edição                              | Jay Cassidy                                                         | Indicado                      | [ 31 ]                        |